# Freie Deutsche Bewegung
Freie Deutsche Bewegung, auch Bewegung Freies Deutschland, war die Bezeichnung einiger deutscher Exil-Gruppierungen in verschiedenen Ländern in der Zeit des Nationalsozialismus. Ziel war ein freiheitliches Deutschland und somit Widerstand und die Bekämpfung der nationalsozialistischen Herrschaft in Deutschland. In den meisten Ländern des europäischen Festlandes und in Mexiko waren Kommunisten mehrheitlich an der ideologischen Ausrichtung der Organisationen beteiligt. In anderen Ländern gab es unterschiedliche Zusammensetzungen von Sozialisten und/oder auch konservativ orientierten Kreisen. Viele Bewegungen wurden in den Jahren nach 1945 wieder aufgelöst, da die Regierungen den Einfluss des kommunistischen Gedankenguts dieser Bewegungen und der Hauptbewegung des sowjetgestützten Nationalkomitees Freies Deutschland (NKFD) fürchteten. Als geistige Grundlage der Bewegungen gilt die Exil-Zeitschrift Freies Deutschland. Alemania libre, die von 1941 bis 1946 in Mexiko-Stadt herausgegeben wurde.

## Länderorganisationen
Die Bewegung hatte in jedem Land unterschiedliche Bezeichnungen. Eine Sonderrolle spielt das Geschehen in Mexiko, welches von dort auf weitere Länder wirkte.

### Frankreich
Im ab Juni 1940 besetzten Nord-Frankreich und dem ab 1942 besetzten Süden Frankreichs – dem Vichy-Regime – bildeten sich Gruppen (z. B. das Komitee Freies Deutschland für den Westen (KDFW), französisch CALPO – Comité Allemagne libre pour l’Ouest, zuständig auch für Belgien und Luxemburg). Die französische Résistance akzeptierte das KDFW offiziell als Teil der Résistance. In der Wehrmacht bestanden illegal sogenannte Wehrmachtsgruppen. Ihre Aktivitäten umfassten die Sammlung von Informationen, die Verbindung zur Résistance, die Verteilung von Propagandamaterial, Sabotage und Waffenbeschaffung sowie die Ausbildung für besondere Aufgaben wie sie für Frontbeauftragte notwendig waren. In mehr als 25 Städten bestanden Lokalkomitees, in fast allen Gebieten bis zur Befreiung im Oktober 1944 Orts- bzw. Regionalkomitees.

#### Bekannte Mitglieder
- Hanns Kralik

### Griechenland
Nach dem Vorbild des NKFD wurde im August 1944 in Griechenland das Antifaschistische Komitee Freies Deutschland (AKFD) gebildet. Es konstituierte sich beim Hauptquartier der griechischen ELAS in Absprache mit einer sowjetischen Militärmission durch ehemalige Angehörige der Strafdivision 999, nämlich Falk Harnack und Gerhard Reinhardt. Mit dem NKFD in Russland bestand loser telegrafischer Kontakt. Das AKFD existierte nur bis Dezember und war vor allem mit der Eingliederung deutscher Kriegsgefangener und Überläufer sowie der Anwerbung aus restlichen Wehrmachtseinheiten betraut. Im beginnenden Griechischen Bürgerkrieg wurden deutsche Kämpfer von der ELAS auch gegen britische Truppen und die mit ihnen verbündeten nationalistischen Milizen, wie EDES, eingesetzt.

### Großbritannien
Eine Vorläuferorganisation war der im Juni 1943 von Jürgen Kuczynski ins Leben gerufene  den Initiativausschuss für die Einheit der deutschen Emigration in London, der am 25. September 1943 zur Gründung der Freien Deutschen Bewegung in Großbritannien beziehungsweise englisch Free Germany Movement in Great Britain führte. Als Mitgründer, Führungsperson sowie als Coautor des ersten Positionspapiers ist Robert René Kuczynski bekannt. Vom US-amerikanischen Office of Strategic Services wurden in London Kontakte mit der Organisation von Kuczynski gepflegt.
Daneben gab es den Freien Deutschen Kulturbund und für Jugendliche die Freie Deutsche Jugend. 
Die Bewegung in Großbritannien darf keinesfalls mit der ‚Fight-for Freedom‘-Bewegung verwechselt werden, an der auch deutsche Sozialdemokraten wie Fritz Bieligk, Curt Geyer, Carl Herz, Walter Loeb, Kurt Lorenz und Bernhard Menne beteiligt waren und deren Beweggründe dem Vansittartismus zuzuordnen sind.

### Schweden
Nachdem sich die Regierungen in Schweden und der Schweiz auf die Neutralität des jeweiligen Landes berufen hatten und den Flüchtlingen jede politische Betätigung untersagten, gründeten erst im Januar 1944 deutsche Exilanten den „Freien Deutschen Kulturbund“ in Schweden als einen überparteilichen Bund, der in etwa alle politischen Richtungen der Weimarer Republik umfasste.

### Schweiz
Offiziell gegründet wurde die Organisation auf der Landesdelegiertenkonferenz am 27. Mai 1945 in Zürich. Die Anfänge der Organisation lagen im Jahr 1943 in der Illegalität unter der Führung von Wolfgang Langhoff. Die Bewegung produzierte eine gleichnamige Zeitung, die illegal vertrieben wurde. Grund hierfür war, dass die „Bewegung Freies Deutschland“ erst im März 1945 offiziell zugelassen wurde. Laut den Protokollen von Charlotte von Kirschbaum ließ allerdings der Theologe Karl Barth bereits ab Februar 1945 die Gruppierung in seinem Wohnhaus Sitzungen abhalten.
Die ersten Mitglieder waren:
| Name                                   | Funktion                                     | Stadt/Nationalität             | frei, interniert oder Freigänger |
| -------------------------------------- | -------------------------------------------- | ------------------------------ | -------------------------------- |
| Wilhelm Abegg                          | Zentralleitung – Präsidium – Landespräsident | Zürich/Deutsches Reich/Schweiz | frei                             |
| Charlotte von Kirschbaum               | Zentralleitung – Präsidium                   | Basel                          | frei                             |
| Wolfgang Langhoff                      | Zentralleitung – Präsidium                   | Zürich/Deutsches Reich         |                                  |
| Rudolf Singer                          | Zentralleitung – Sekretär                    | Zürich/Deutsches Reich         | interniert                       |
| Erich Bogen                            | Zentralleitung                               | Fribourg                       |                                  |
| Heinz Fliess                           | Zentralleitung                               | Zürich                         |                                  |
| Walter Gyssling                        | Zentralleitung                               | Zürich                         |                                  |
| Harry Herz                             | Zentralleitung                               | Zürich                         |                                  |
| Paul Meuter                            | Zentralleitung                               | Zürich                         | interniert                       |
| Hans Singer                            | Zentralleitung                               | Zürich                         | interniert                       |
| Jo Mihaly                              | Zentralleitung                               | Zürich                         |                                  |
| Hans Teubner                           | Zentralleitung                               | Zürich                         | interniert                       |
| Leo Bauer                              | Zentralausschuss                             | Genf                           |                                  |
| Fritz Diez – Vertretung für Carl Tesch | Zentralausschuss                             | St. Gallen                     |                                  |
| Georg Engelbrecht                      | Zentralausschuss                             | Bern                           |                                  |
| Arthur Huwa                            | Zentralausschuss                             | Lausanne                       |                                  |
| Heinz Mode                             | Zentralausschuss                             | Basel                          | interniert                       |
| Erich Moltmann                         | Zentralausschuss                             | Hochdorf                       |                                  |
| Heinz Pechner                          | Zentralausschuss                             | Genf                           |                                  |
| Erwin Reiche                           | Zentralausschuss                             | Bern                           |                                  |
| Ludwig Schmidt                         | Zentralausschuss                             | Basel                          |                                  |
| Gotthard Stehr                         | Zentralausschuss                             | Zürich                         |                                  |
| Walther Thiele                         | Zentralausschuss                             | Muri                           |                                  |
| Michael Tschesno-Hell                  | Zentralausschuss                             | Zürich                         |                                  |

### UdSSR
Vom 12. bis zum 13. Juli 1943 fand in Krasnogorsk bei Moskau auf Initiative der UdSSR die Gründung des Nationalkomitees Freies Deutschland unter Aufsicht des sowjetischen Geheimdienstes GRU statt.

### Mexiko
Walter Janka ging 1941 nach Mexiko ins Exil und fand Verbindung zum Heinrich-Heine-Klub. Im Januar 1942 entstand unter Mitwirkung dieses Kreises die Freie Deutsche Bewegung in Mexiko unter der Führung von Ludwig Renn und Paul Merker; erster Sekretär war Otto Katz. Die Organisation brachte mit der Zeitschrift Alemania Libre (Freies Deutschland) eine bedeutende Exilzeitschrift heraus, die ähnliche Gruppierungen in ganz Lateinamerika beeinflusste. Chefredakteur war der Österreicher Bruno Frei. Bedeutende Mitglieder waren zudem unter anderem Anna Seghers, Bodo Uhse, Alexander Abusch, Walter Janka, Kurt Stern, Paul Mayer und Leo Zuckermann. Daneben gelang es 1942, mit dem Verlag El libro libre einen deutschsprachigen Verlag in Mexiko zu gründen, der die Werke zahlreicher Exil-Schriftsteller veröffentlichte.

### Lateinamerika
Ausgehend von der Freien Deutschen Bewegung in Mexiko entstanden in Lateinamerika prokommunistische Gruppen deutschsprachiger Exilanten, so etwa die Freie Deutsche Bewegung in Brasilien, geleitet von Johannes Hoffmann.
Die Freie Deutsche Bewegung in Mexiko organisierte den Zusammenschluss von Bewegungen aus zentral- und südamerikanischen Ländern, darunter Brasilien, Chile, Kolumbien, Guatemala, Honduras, Venezuela, Panama, Costa Rica, Kuba, Uruguay und Santo Domingo.
Anfang 1943 konstituierte sich das Lateinamerikanische Komitee der Freien Deutschen (LAK) als Dachorganisation aller deutschen antifaschistischen Gruppen und Organisationen in Lateinamerika mit Sitz in Mexiko-Stadt.
Gegründet als überparteiliche und überkonfessionelle Front der deutschsprachigen Exilanten gegen Hitler, wurde die Bewegung in Mexiko eindeutig von den deutschen Kommunisten dominiert, weshalb es mit fortlaufender Kriegsentwicklung zu Spannungen in der Bewegung kam.
Die österreichischen Exilanten in Mexiko, die in der schon seit 1938 bestehenden „Liga Pro Cultura Alemana“ und dem Heinrich-Heine-Klub noch stark beteiligt waren, gründeten bereits 1941 eine eigenständige Bewegung unter dem Namen Acción Republicana Austriaca en México, die die Zeitschrift Austria Libre publizierte. Spätestens seit der Moskauer Deklaration 1943 hofften die österreichischen Exilanten auch nicht mehr auf ein freies Deutschland, sondern auf ein freies Österreich.
Jüdische Exilanten in Lateinamerika hingegen wandten sich unter dem Eindruck der Schreckensnachrichten über den Holocaust in Europa immer mehr zionistischen Gruppierungen zu und distanzierten sich zusehends von deutschen Exilantenorganisationen. Der kommunistische Vormachtsanspruch der Bewegung Freies Deutschland verhinderte auch eine Zusammenarbeit mit der in Südamerika, von Argentinien aus, operierenden Bewegung Das Andere Deutschland, die eher republikanisch und pazifistisch ausgerichtet war.

### Österreich
Für Österreich sind Aktivitäten des Travail allemand bekannt. In Mexiko (siehe Abschnitte Lateinamerika und Mexiko) wurden weitere Gruppen gebildet, die mit der Freien Deutschen Bewegung in Kontakt standen.

### USA
In den Vereinigten Staaten wurde 1944 der Council for a Democratic Germany gegründet.